# Valeriya Chepsarakova
Valeriya Chepsarakova (née le 31 janvier 1989) est une lutteuse russe.

## Palmarès

### Championnats d'Europe
- Médaille d'or en catégorie des moins de 48 kg en 2013 à Tbilissi